# Gislebertus (Bildhauer)

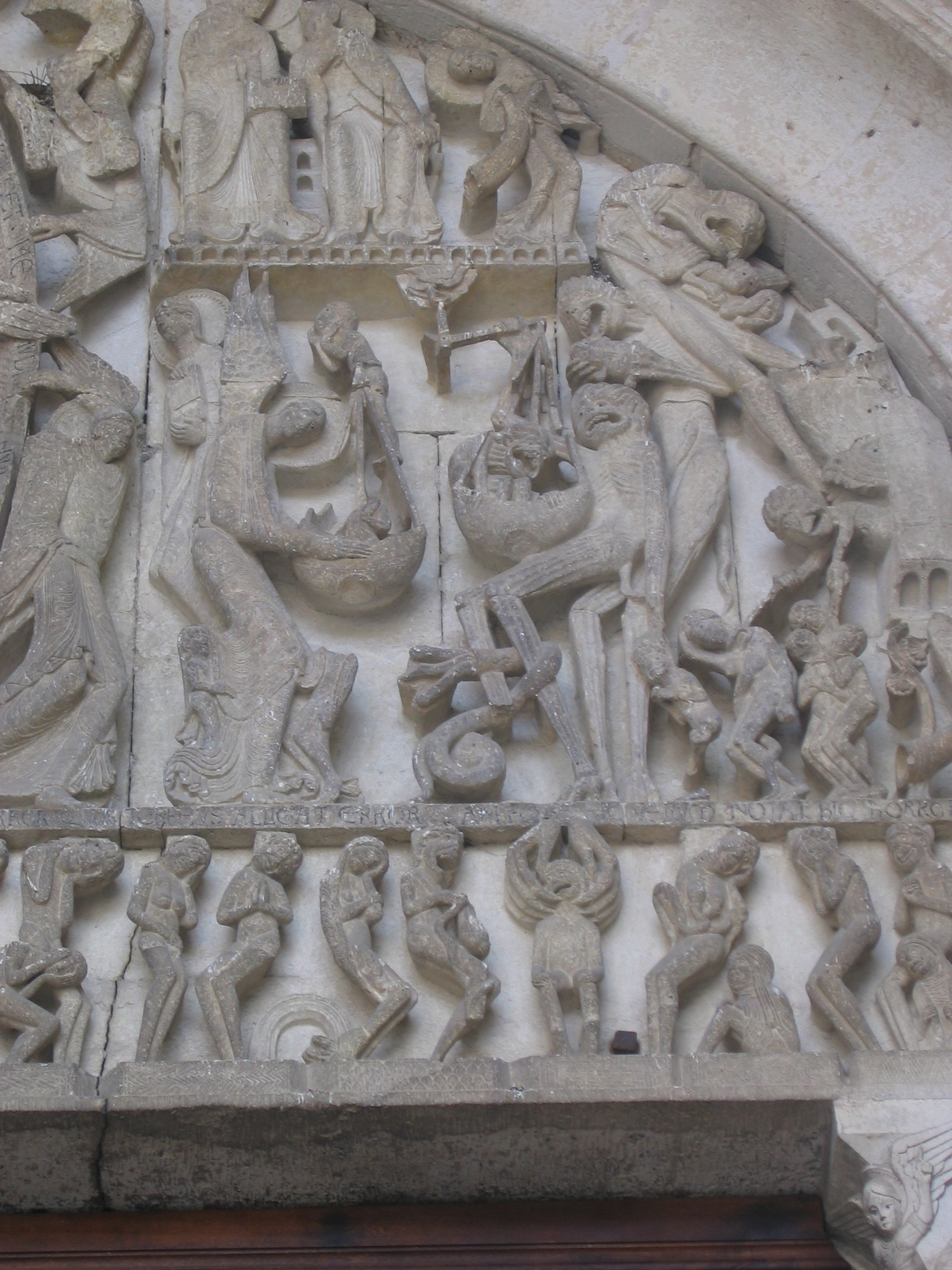
Wägen der Seelen (Ausschnitt aus dem Westtympanon)

Gislebertus (12. Jahrhundert) war ein Bildhauer, dessen ungefähr aus den Jahren 1120–1135 stammende Ausschmückung der Kathedrale Saint-Lazare in Autun, Burgund, Frankreich, auf zahlreichen Portalen, Tympana und Kapitellen die originellsten Arbeiten dieser Zeit darstellen.

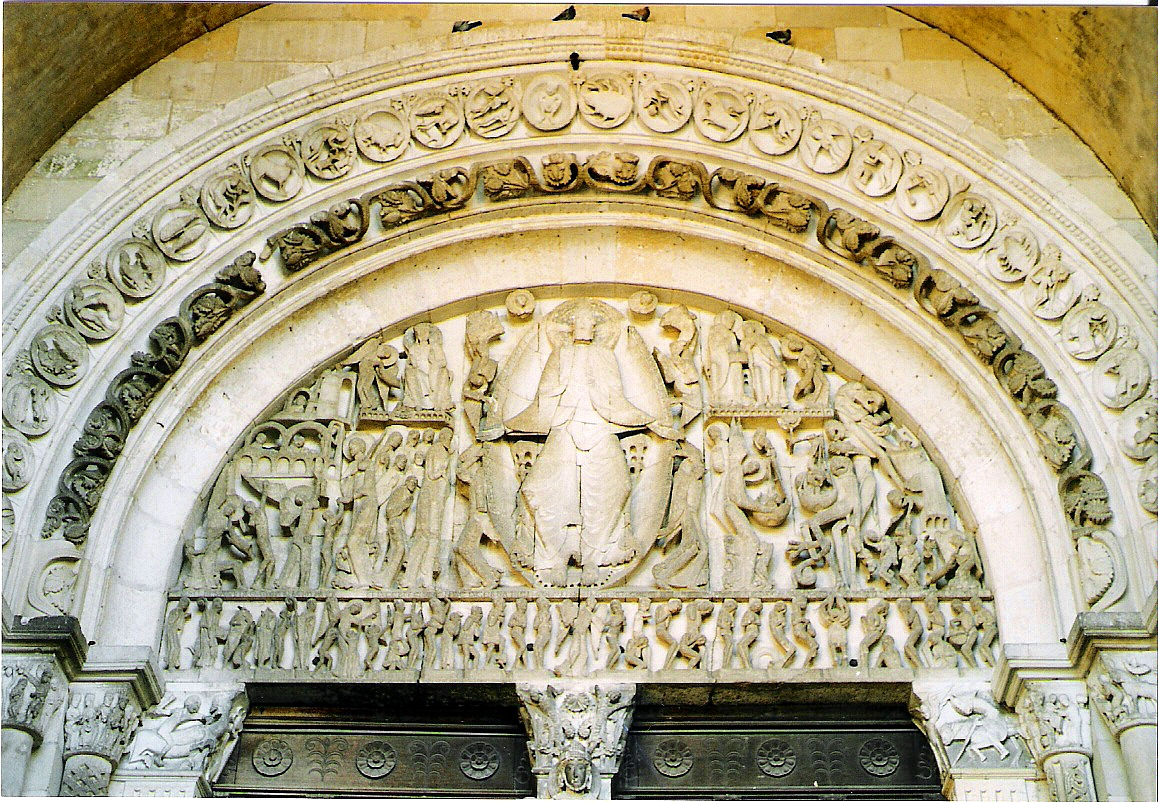
Gislebertus: Jüngstes Gericht – Westtympanon der Kathedrale Saint-Lazare in Autun, Burgund, Frankreich

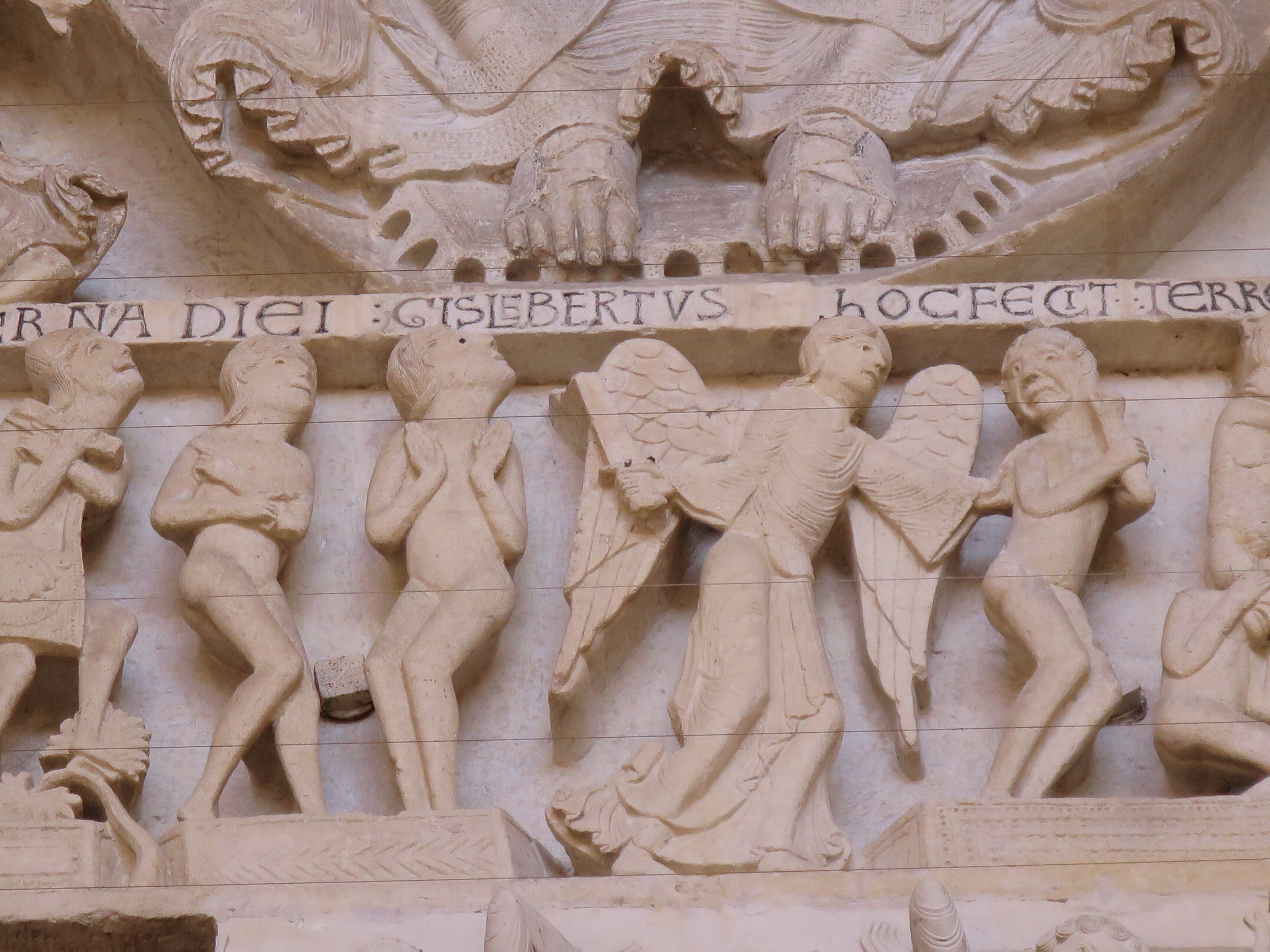
Gislebertus-Inschrift, Ausschnitt aus dem Westtympanon

## Person
Zu seiner Person ist nicht viel mehr als der Name bekannt, den er auf der Bauinschrift des Westportals der Kathedrale von Autun hinterließ. Allein das ist schon außergewöhnlich, da Künstler vor dem Zeitalter der Renaissance ihre Werke sonst nur ganz selten signierten. Deshalb ist das ihm gewidmete, moderne Denkmal auf dem Platz südöstlich der Kathedrale auch sehr abstrakt gehalten und basiert zentral auf einem großen Buchstaben „G“ in gotischer Fraktur.

## Stil
Seine Plastiken sind ausdrucksstark und imaginativ: von dem erschreckenden Jüngsten Gericht (Westtympanon) mit seinen Dämonendarstellungen und auffallend gestreckten Figuren, bis zur Eva (Nordportal), der ersten großen weiblichen Nackten in der europäischen Kunst seit der Antike und ein Muster an geschmeidiger Anmut. Sein Einfluss auf andere französische Sakralplastik ist zu erkennen und seine Technik ebnete den Weg für den gotischen Stil.
Der Name Gislebertus stammt von einer in Stein geschnittenen „Unterschrift“ im Westtympanon der Kathedrale von Autun: 'Gislebertus hoc fecit' oder 'Gislebertus hat dies gemacht'. Einige moderne Gelehrte halten dies eher für den Namen des Stifters, als für den des Künstlers.
Sein Stil charakterisiert die burgundische Romanik, der man in den Skulpturen der Basilika Ste-Marie-Madeleine in Vézelay wiederbegegnet.

## Die liegende Eva

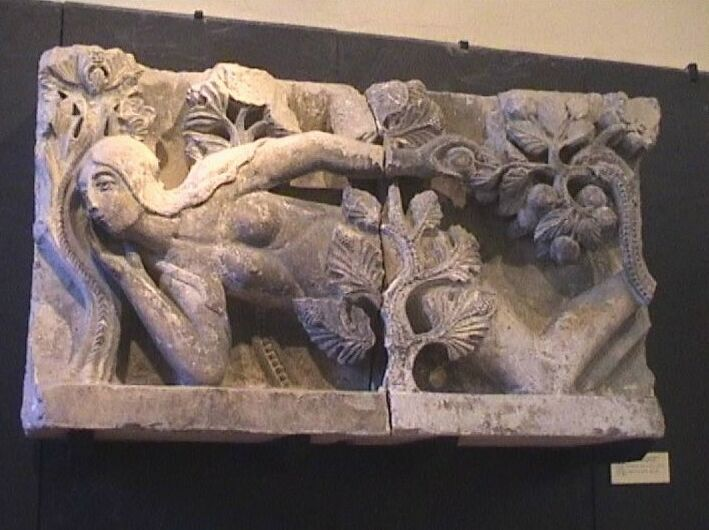
Autun, Musée Rolin, Gislebertus, Liegende Eva

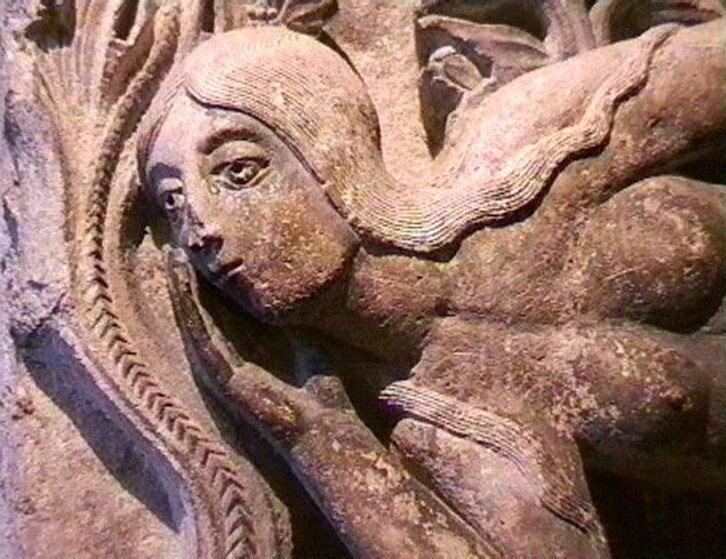
Autun, Liegende Eva, Detail

In der Nähe der Kathedrale von Autun steht das Musée Rolin, in dem u. a. die erhaltenen Bruchstücke des ehem. Nordportales (Im 18. Jh. im Zuge der Modernisierung des Chores zerstört) der Kathedrale gezeigt werden, darunter vom Türsturz die „liegende Eva“ von 1130/40, eines der berühmtesten Beispiele der burgundischen Bildhauerkunst und eine der ungewöhnlichsten Frauendarstellungen des gesamten Mittelalters. Meister Gislebertus hat dieses Portal nur wenige Jahre vor dem Westportal geschaffen und hat in dieser Frauengestalt eine für das 12. Jahrhundert außerordentliche Sinnlichkeit erreicht. Dargestellt ist hier die Szene, in der Eva durch die vorgehaltene Hand Adam jene Botschaft zuflüstert, deren Befolgung den Menschen aus dem Paradies vertrieben hat.
Auch diese liegende Stellung der Eva ist eine neue Erfindung gewesen. Rechts von ihr verbarg sich im Laubwerk der Teufel; seine Klaue mit den scharfen Krallen ist noch zu erkennen. Die Gegenfigur des Adam ist dagegen verloren gegangen.
Diese Figur ist sinnlich und verführerisch wie keine andere in der romanischen Kunst. Nur auf den rechten Ellenbogen und auf die Knie gestützt, bewegt sich Eva wie die Schlange selbst durch den Garten Eden. Ihren Blick hat sie auf Adam gerichtet, dem sie mit der zum Schalltrichter an den Mund gelegten rechten Hand einflüstert, zu tun, was sie schon getan hat, während sie mit der linken nach hinten greift, um den Apfel zu pflücken, dessen Zweig ihr von der Krallenhand des Verführers entgegen gebogen wird. Dabei wird die Präsenz der weiblichen Nacktheit durch die anatomisch übersteigerte Drehung des Oberkörpers zum Betrachter noch erhöht.
Die beispiellose und daher rätselhafte Haltung dieser liegenden Eva erschließt sich, wenn man die zeitgenössische Bedeutung dieser Haltung in die Betrachtung einbezieht. Denn die Bußliturgie verlangte, dass der Büßer, gestützt auf Knie und Ellenbogen, ausgestreckt am Boden liegt. Der Bildhauer hat die zu erwartende Buße in den Vorgang der Verführung gleichsam eingebunden, aber es ist eine fragwürdige Verbindung, erscheint doch die Bußhaltung selbst wie eine Schlangenbewegung, die in der verführerischen Einflüsterung und in dem Blick auf Adam ihre Kulmination findet.